# Reinhold Frank
Pour les articles homonymes, voir Frank.
Reinhold Frank (né le 23 juillet 1896 à Bachhaupten, mort le 23 janvier 1945 à Berlin) est un avocat allemand, résistant au nazisme, exécuté pour le complot du 20 juillet 1944.

## Biographie
Avec sa sœur jumelle, il est le plus jeune des sept enfants du fermier catholique Frank Franz et de son épouse Theresa.
Après avoir été soldat volontaire lors de la Première Guerre mondiale, il étudie le droit à Fribourg-en-Brisgau et Tübingen. Il devient avocat en 1923 à Karlsruhe et ouvre un cabinet. Il est membre de Zentrum et appartient pendant dix mois au conseil municipal de Karlsruhe jusqu'à sa dissolution après l'arrivée au pouvoir des nazis.
Il s'oppose à l'idéologie nazie par conviction chrétienne. Il défend des personnes politiques et religieuses, comme des sociaux-démocrates ou des prêtres catholiques, accusées d'avoir critiqué le régime nazi, ainsi que des résistants alsaciens. Il appartient à l'entourage du cercle de résistance fondé par Carl Friedrich Goerdeler. Il reste dans le pays de Bade, au cas où le régime nazi fût renversé. Il est arrêté le jour même du complot le 20 juillet 1944. Accusé de haute trahison, il est condamné à mort le 12 janvier 1945 par le Volksgerichtshof. Il est pendu le 23 janvier 1945 à la prison de Plötzensee.
Une stèle commémorative lui est dédiée au cimetière principal de Karlsruhe.